# سینه‌زغالی جامائیکایی
سینه‌زغالی جامائیکایی (نام علمی: Anthracothorax mango) نام یک گونه از سرده سینه‌زغالی است.

## نگارخانه

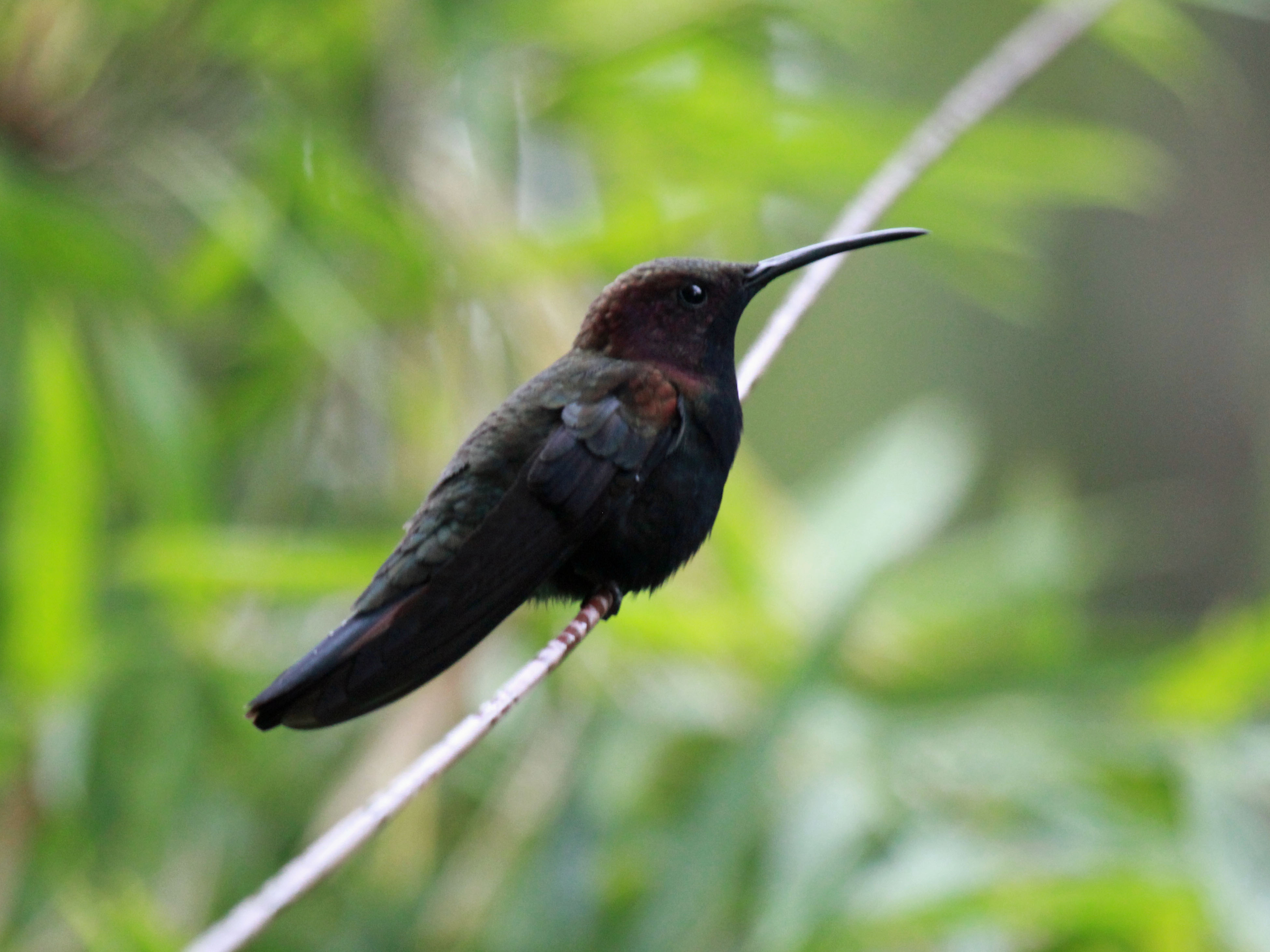